# Yeovil and District League
Yeovil and District Football League là một giải đấu bóng đá Anh, có tổng cộng 3 hạng đấu, hạng đấu cao nhất Premier Division nằm ở Cấp độ 14 của Hệ thống các giải bóng đá ở Anh. Đây là giải đấu góp đội cho Somerset County League và thuộc biến chế của Somerset County FA.
Năm 1974 Westland-Yeovil chuyển từ Y&DFL qua Western Football League, thi đấu 6 mùa giải ở đó.

## Các Câu lạc bộ mùa giải 2014–15
| Premier Division - Ashcott - AFC Huish - Bradford Abbas - Brhoden - FC Barton Leverkusen - Martock United - Milborne Port Dự bị - Normalair RSL - Pen Mill - Somerton - Stoke-sub-Hambdon - Templecombe Rovers | Division One - Aller Park Rangers - Ashcott Dự bị - Bruton United - Castle Cary Dự bị - East Coker - Manor Athletic - Montacute - Mudford - Normalair RSL Dự bị - Pen Mill Dự bị - Somerton Dự bị - Wagtail Athletic | Division Two - Ashcott Colts - AFC Camel - AFC Huish Dự bị - Barwick & Stoford - Charlton United - FC Barton Leverkusen Dự bị - Ilchester - Martock United Dự bị - Milborne Port 'A' - Odcombe - Pen Mill Colts - Stoke-sub-Hambdon Dự bị |

## Nhà vô địch
| Mùa giải | Premier Division | Division One       | Division Two       | Division Three     |
| -------- | ---------------- | ------------------ | ------------------ | ------------------ |
| 2008–09  | Pen Mill         | Somerton Sports    | Ilchester          | Arrow              |
| 2009–10  | Normalair        | Victoria Sports    | Butleigh Dynamos   | Clifton Sports     |
| 2010–11  | Henstridge       | Mermaid United     | Aller Park Rangers | Brhoden            |
| 2011–12  | Henstridge       | Aller Park Rangers | Brhoden            | Montacute          |
| 2012–13  | Waggy Athletic   | Brhoden            | Bradford Abbas     | Milborne Port 'A'  |
| 2013–14  | Brhoden          | Ashcott            | Somerton Dự bị     | Aller Park Rangers |